# David Augsburger
David W. Augsburger – amerykański anabaptysta, psychoterapeuta duszpasterski, terapeuta rodzinny, superwizor, specjalista w zakresie poradnictwa i wychowania, doktor Wyższej Szkoły Teologicznej w Clermont (Claremont School of Theology) oraz licencjat Eastern Mennonite College i Eastern Mennonite Seminary.
Nauczał w seminariach w Chicago, Indianie i Pensylwanii. Przez ponad dekadę był rzecznikiem radiowym kościołów menonickich. Jego programy zdobyły dziesięć nagród za audycje religijne. Jest autorem artykułów, które ukazały się w ponad stu różnych periodykach. Jest dyrektorem Teologicznego Seminaryjnego Programu Duszpasterskiej Opieki Rodziny i Poradnictwa im. Fullera w Pasadenie i przedstawicielem Amerykańskiego Związku Pastorów Doradców, specjalizując się w dialogu międzykulturowym. 
Jest autorem dwudziestu książek z zakresu poradnictwa, małżeństwa, stosunków i konfliktów międzyludzkich. Napisał popularnonaukowe książki, m.in.:
- Sztuka zmierzenia się z problemami (Caring enough to confront),
- Podtrzymywanie miłości (Sustaining love),
- Sztuka przebaczania (Caring enough to forgive. True forgiveness. Caring enough to not forgive. False forgiveness)[1].